# Partieformular

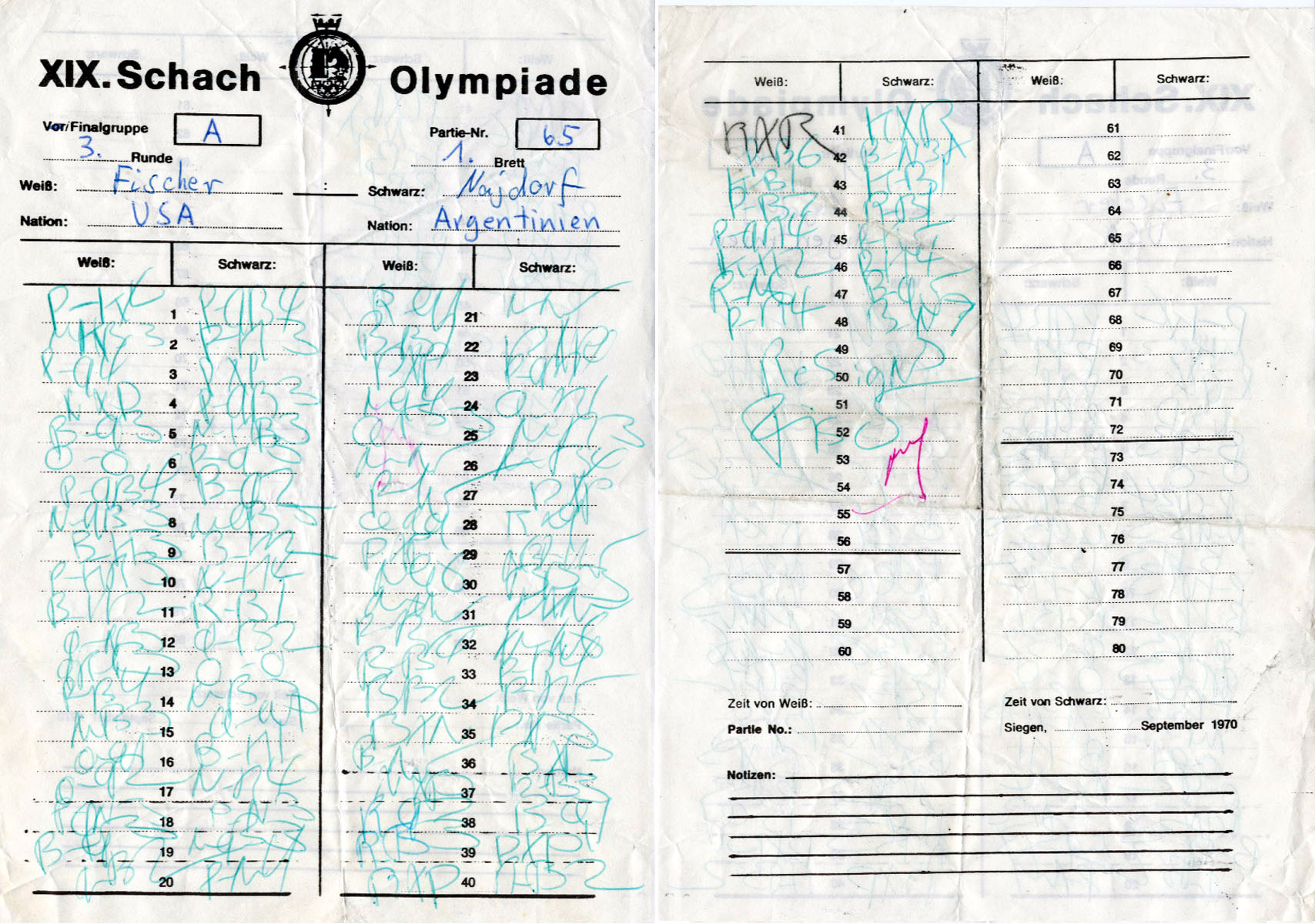
Partieformular von der Schacholympiade Siegen 1970

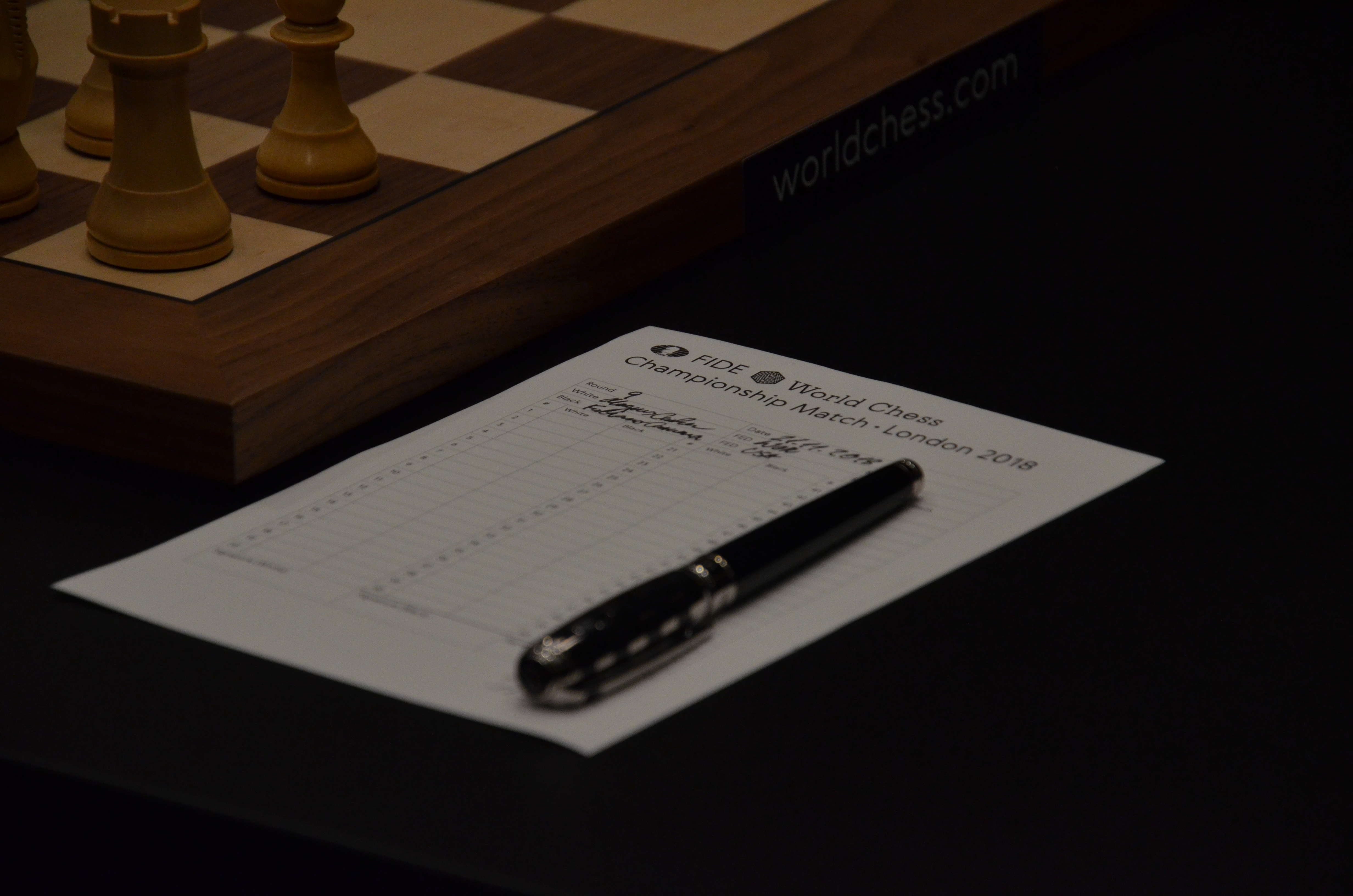
Partieformular von Magnus Carlsen bei der Schachweltmeisterschaft 2018

Das Partieformular dient dazu, eine Schachpartie aufzuschreiben, um diese nachspielen zu können. Das Partieformular enthält in der Regel vorgedruckte Felder für die Namen der beiden Schachspieler, das Datum, den Spielort, die Turnierbezeichnung, die Rundennummer und die Notation der Partie. Oftmals enthält es außerdem den Aufdruck des Vereins und/oder eines Sponsors.
Nach den Regeln des Weltschachverbands FIDE ist es für jeden Spieler Pflicht, während der Partie ein Partieformular auszufüllen. Es sind jeweils die eigenen Züge und die des Gegners zu notieren sowie auch eventuell geschehene Remisangebote. Die Notationspflicht wird für einen Spieler vorübergehend ausgesetzt, wenn er in Zeitnot ist. Sollten sich beide Spieler in Zeitnot befinden, sollte ein Schiedsrichter oder ein von ihm zu benennender Assistent die Züge oder die Zuganzahl unabhängig von den Spielern notieren. Nach der Zeitnotphase ist die Notation durch die Spieler auf ihren Formularen nachzutragen. Auf dem Partieformular ist nach der Partie das Ergebnis festzuhalten und von beiden Spielern zu unterschreiben. Die Aufzeichnung von Notizen ist auch auf Partieformularen während der Partie untersagt. Im Schnellschach oder Blitzschach müssen die Züge nicht notiert und daher keine Partieformulare verwendet werden.
Das Partieformular ist für den Nachweis des Remis nach der 50-Züge-Regel, der dreimaligen Stellungswiederholung und der notwendigen Zügezahl bei der Zeitkontrolle nötig. Auch lässt sich hiermit überprüfen, ob etwa im Verlauf der Partie ein unmöglicher, nicht regelkonformer Zug geschehen ist. Andere Notationen als auf den Partieformularen sind für entsprechende Reklamationen nicht als Beweismittel zulässig. Im postalischen Fernschach nehmen die Postkarten mit den Spielzügen diese Rolle des Nachweises ein.
Bei, inzwischen fast nicht mehr vorkommenden, Hängepartien werden beide Partieformulare in einem verschlossenen Umschlag bis zur Wiederaufnahme der Partie unter Verschluss gehalten. Dadurch wird der Abgabezug geheim gehalten. Sollte sich der Abgabezug als mehrdeutig oder unmöglich herausstellen, konnte dies den Partieverlust bedeuten.
Partieformulare sind nach den offiziellen Schachregeln Eigentum des Veranstalters, d. h. der Veranstalter kann die Spieler verpflichten, nach Partieende die Formulare bei ihm abzugeben. Es ist in diesem Fall üblich, Formulare mit Durchschlag zu verwenden, so dass der Veranstalter die Originale und die Spieler die Durchschläge erhalten.
Für Schachvereine und Veranstalter, die Heimspiele der 1. Schachbundesliga oder die Deutsche Schachmeisterschaft ausrichten, hat der Deutsche Schachbund mehrere Standards vorgeschrieben. Partieformulare müssen das Papierformat A5 haben, wobei 14 × 13 cm auf der Vorderseite für die Aufzeichnung von 40 oder 60 Zügen reserviert sein müssen. Es müssen einheitliche Schreibunterlagen vorhanden sein.
Mit Partieformularen verwandt, aber kein Ersatz dafür, sind Partiehefte, die gewöhnlich aus mehreren Seiten mit Partieformularvordruck bestehen, und Fernschach-Partieformulare.
Beim Go gibt es entsprechende Vordrucke zum Erstellen eines Kifu.